# Prudencio de Sandoval
Fray Prudencio de Sandoval (Valladolid, c. 1551-1552 - Pamplona, 12 de marzo de 1620)  fue un clérigo benedictino, obispo de Tuy de 1608 a 1612 y de Pamplona (desde esa fecha hasta su muerte en 1620), cronista real e historiador español.

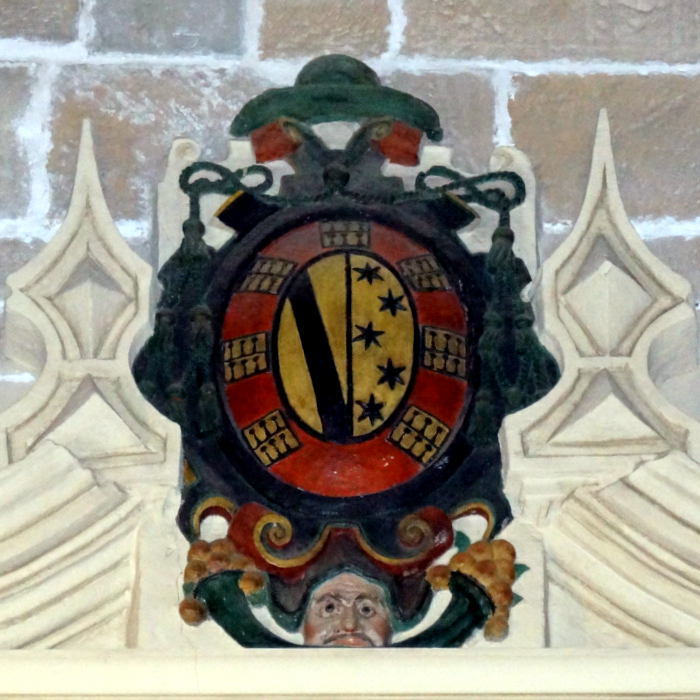
Escudo de armas de Prudencio de Sandoval en la Catedral de Pamplona

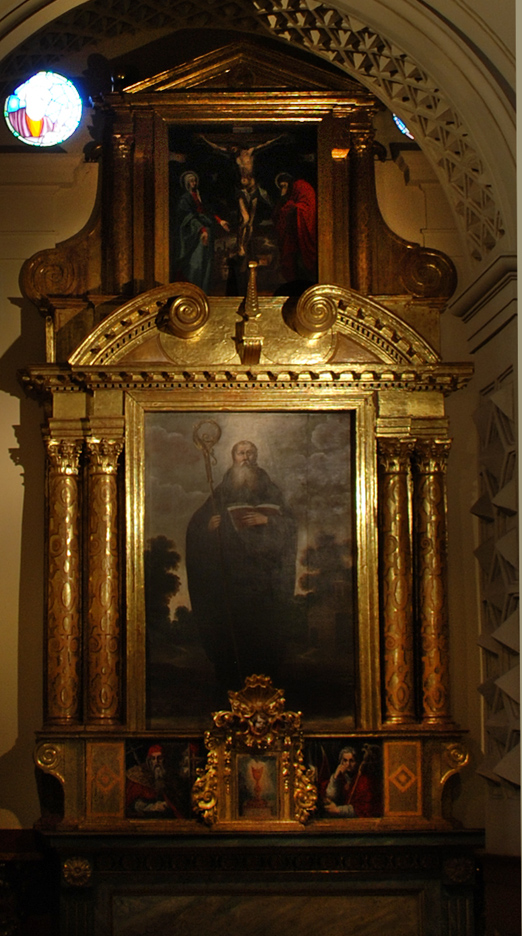
Capilla de Sandoval en la catedral de Pamplona.

## Biografía
Hijo de Hernando de Tovar, señor de Villamartín, y de María de Sandoval, a una edad temprana perdió a sus padres y fue criado por unos tíos, especialmente Cristóbal de Rojas y Sandoval. Inició sus estudios en la Universidad de Alcalá de Henares (1562-1565) e ingresó como novicio benedictino en San Andrés de Espinareda (El Bierzo), a los catorce años de edad (1566). Continuó sus estudios en la Universidad de Salamanca y era recibido como monje benedictino el 28 de abril de 1569 en el monasterio de Santa María la Real de Nájera profesando al año siguiente, con dieciocho años. En la Universidad de Irache se graduó en Artes o filosofía para obtener en Salamanca, en 1577, su título de Maestro de teología. Ejerció en Nájera como prior.
Desde 1598 fue nombrado procurador general de la Congregación de San Benito ante la Corte española, al mismo tiempo que su primo, Francisco de Sandoval y Rojas, duque de Lerma, era nombrado valido de Felipe III de España. Esta circunstancia promovió su trayectoria al contar con pensiones y ayudas económicas del monarca así como cargos como su nombramiento como cronista del Rey (1599), prior del monasterio de San Juan de Naranco en Liébana (1600), abad de San Isidro de Dueñas (1604) y obispo de Tuy (1608-1612). Finalmente, en 1612, fue nombrado obispo de Pamplona donde permaneció hasta su muerte en 1620.

Gozó de prestigio internacional como historiador. Tras su muerte dejó un legado para la construcción de una capilla y su enterramiento en la catedral de Pamplona. Esta capilla, denominada por ello "capilla de Sandoval", es la única que no se encuentra dentro de la planta del templo catedralicio, sino que sale al exterior. Su construcción se demoró hasta 1651, año en el que se colocó el lienzo de San Benito Abad, bajo cuya advocación se suscribe la capilla.

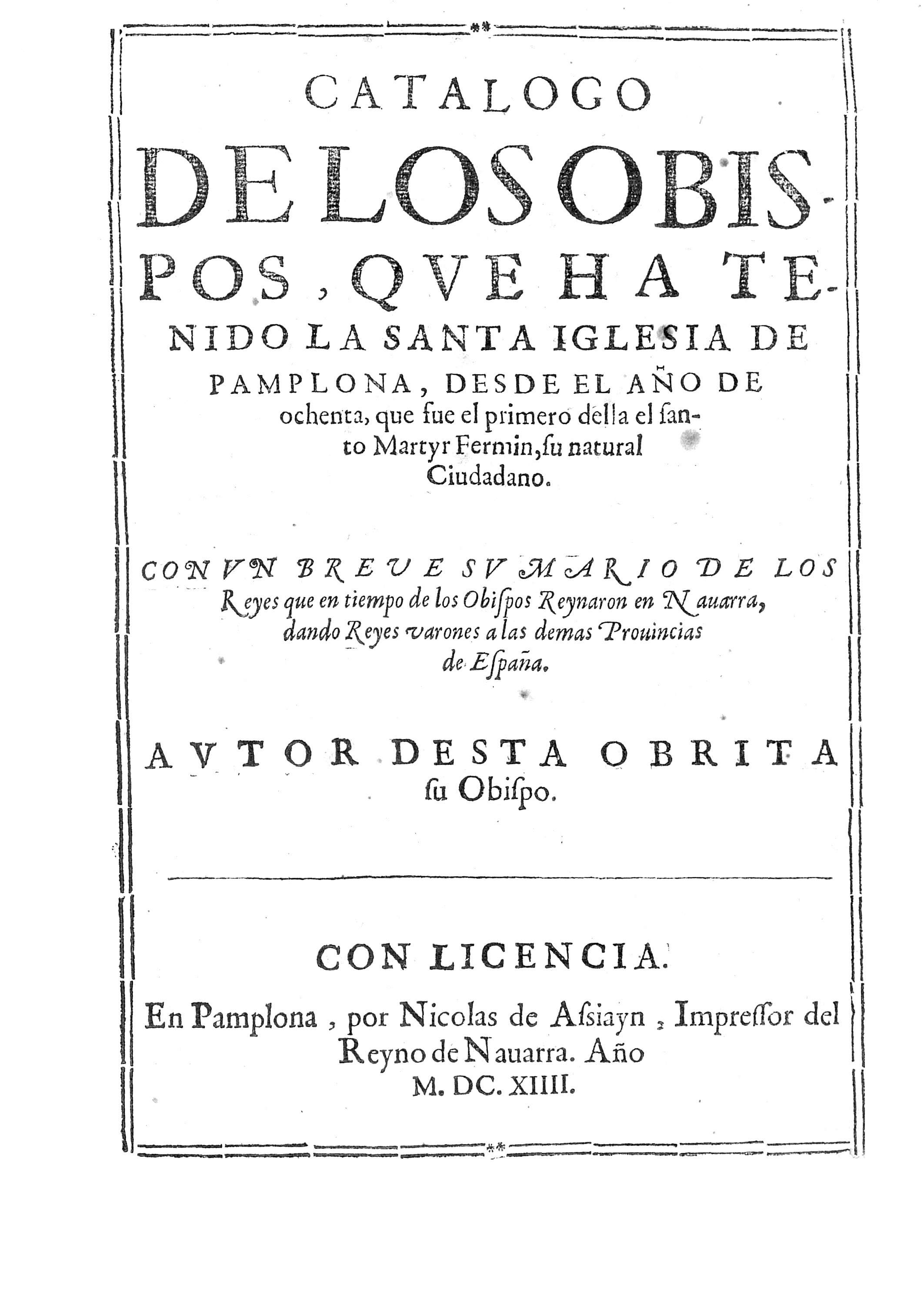
Catálogo de los obispos... de Pamplona, impreso por Nicolás de Asiáin, en la capital navarra, en 1614

## Obras
Continuó la crónica iniciada por Florián de Ocampo y Ambrosio de Morales, recopilando gran cantidad de fuentes documentales, sin demasiada crítica. Utiliza muchos datos de Guevara y Mejía. Su Vida y Hechos del Emperador Carlos V es considerada como fuente fundamental por los historiadores del periodo.
- «Crónica del ínclito emperador de España don Alonso VII». Madrid. 1600.
- «Fundaciones de los monasterios del glorioso padre San Benito». Madrid. 1601.
- «Antigüedad de la Ciudad y Iglesia cathedral de Tuy». Braga. 1610.
- «Catálogo de los Obispos, que ha tenido la santa Iglesia de Pamplona». Pamplona. 1614.
- «Historia de cinco obispos: Idacio, Isidoro, Sebastiano, Sampiro y Pelagio». Pamplona. 1615.
- «Historia de los reyes de Castilla y León o Historia de los cinco reyes». Pamplona. 1634.
- Historia del Emperador Carlos V, Rey de España. La lectura, 271; 305; 333; 361; 400; 434; 465; 496; 531. s.n.] 1846-1847. Consultado el 11 de junio de 2024.